# رونيوية مجاريرية
رونيوية مجاريرية (الاسم العلمي: Runella defluvii) هي نوع من البكتيريا، سلبية الغرام، تتبع جنس رونيوية.